# Otto Hupp

Otto Hupp

Hermann Joseph Otto Hubert August Constantin Hupp (* 21. Mai 1859 in Düsseldorf; † 31. Januar 1949 in Oberschleißheim) war ein deutscher Heraldiker, Schriftgrafiker, Kunstmaler, Sammler und Ziseleur.

## Leben

Otto Hupp mit Ehefrau

Otto Hupp wurde in Düsseldorf als der vierte von fünf Söhnen des Graveurs und Medailleurs Carl Heinrich Hupp und der Marie Hupp, geb. Ruland, geboren. Sein Vater sorgte dafür, dass Otto Hupp bei ihm schon während der Schulzeit eine Lehre als Graveur machte. Bald nach Ende seiner Ausbildung, ab 1877, besuchte er die Kunstakademie Düsseldorf. Dort war er Schüler der Elementarklasse von Andreas Müller und Heinrich Lauenstein. 1878 zog er nach München. Im Mai 1882 heiratete er Franziska „Fanny“ Eilhammer. Mit ihr zog er in das aufgelassene Franziskanerkloster Mittenheim. Ab 1891 bis zu seinem Tod wohnte er anschließend in einem eigenen Haus im Münchner Vorort Oberschleißheim.

## Heraldisches Werk

Von Otto Hupp entworfenes Wappen der Provinz Oberschlesien

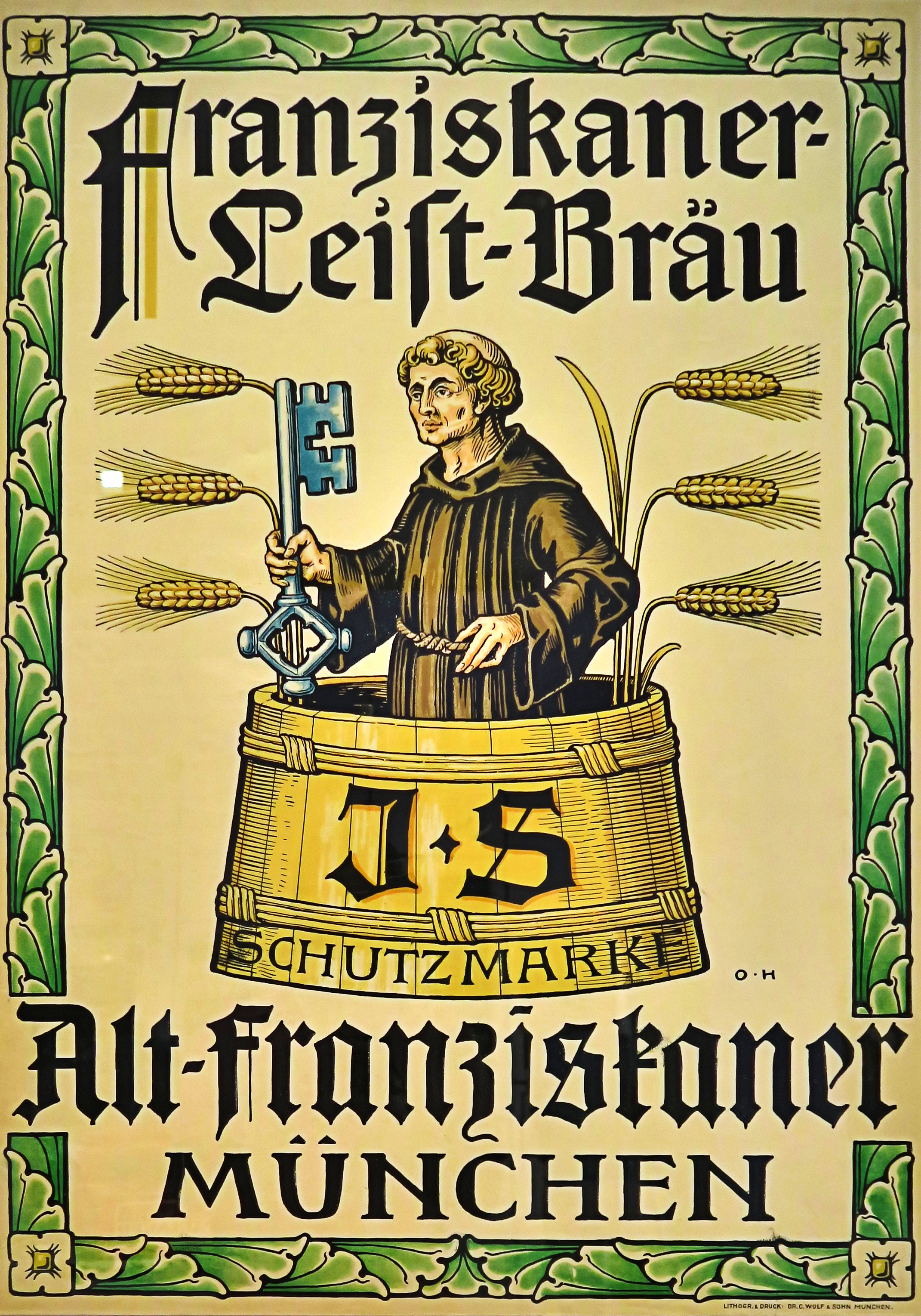
Plakat der Franziskaner-Leist-Brauerei

Das Hauptarbeitsgebiet Otto Hupps wurde ab den 1880er Jahren die Heraldik. Vom Münchner Maler Rudolf Seitz, dessen Schüler und Mitarbeiter er wurde, lernte er viele Maltechniken. Durch den Kontakt zu dem Architekten Gabriel von Seidl erhielt er mehrere Aufträge zu Wand- und Deckenmalereien, zum Beispiel die Malereien im Reichsstädtischen Archiv, einem Teil des Rathauses von Worms (1882–86), und die Malereien der Gottliebenkapelle in Worms-Herrnsheim. Unter anderem führte er das heraldische Konzept und die Ausführung im Erfrischungssaal (Wallotbräu) des Reichstagsgebäudes in Berlin aus. Auch die Glasfenstergestaltung mit heraldischen Motiven gehörte zu seiner handwerklichen Bandbreite, z. B. Ergänzungen in der Katharinenkirche in Oppenheim (1899), Fenster in der Magnuskirche in Worms (1932/33), nichtausgeführte Entwürfe für den Landgrafenchor der Elisabethkirche in Marburg (1938/39).
Durch seine Sammlungen alter Wappenbücher und heraldischer Literatur vervollkommnete er in den kommenden Jahren sein Kunsthandwerk und sein Wissen über das Wappenwesen. Er malte mehr als 6000 Wappen, so auch das Wappen seiner Vaterstadt, und schrieb mehrere Bücher über Heraldik. Die Buchreihe Wappen und Siegel der deutschen Städte, Flecken und Dörfer wurde ab 1894 verlegt, jedoch konnte er von den ursprünglich geplanten zehn (bzw. elf) Bänden nur fünf fertigstellen. Hupp veröffentlichte diese und zahlreiche weitere Wappen (insgesamt ca. 3400) zwischen 1913 und 1935 als Sammelbilder der Firma Kaffee HAG unter dem Titel Deutsche Ortswappen. Insbesondere diese Sammelbilder trugen dazu bei, die Wappenkunst der Allgemeinheit näherzubringen.
Hupp dokumentierte nicht nur die bestehenden Wappen der Städte und Gemeinden, sondern zeichnete auch viele Entwürfe, die dann zu den Grundlagen der offiziellen Wappen wurden. So entwarf er z. B. 1930 das Wappen der neuen Stadt Krefeld-Uerdingen am Rhein, 1938 überarbeitete er das Wappen Düsseldorfs.
Einer seiner wichtigsten Wappenentwürfe war das bayerische Staatswappen von 1923, das allerdings nach dem Zweiten Weltkrieg durch eine modernisierte Version ersetzt wurde. Auch andere Landeswappen stammen aus seiner Hand, so z. B. das Wappen der 1919 entstandenen preußischen Provinz Oberschlesien und das Wappen für den Volksstaat Hessen.
Eine weitere heraldische Publikation Otto Hupps waren die Münchner Kalender, von denen 51 Ausgaben in den Jahren 1885–1936 (mit Ausnahme von 1933) erschienen. Die Kalender der Jahre 1885 bis 1894 zeigten Monatswappen mit den Tierkreiszeichen. Erst ab 1895 konnte sich Otto Hupp mit seiner Idee durchsetzen, anstatt der „abgenutzten Monatszeichen“ Wappen der deutschen Fürstenhäuser und in der Folge alljährlich ein doppelblattgroßes Wappen eines deutschen Staates und anschließend jeweils zwölf Wappen großer Adelsgeschlechter zu bringen.
Der erste Jahrgang 1885 wurde in einer Auflage von rund 5000 Exemplaren gedruckt. Die Auflage steigerte sich bis auf 17.000 Exemplare in den Jahren 1913 und 1914. Ab 1915 jedoch ging die Auflage stetig zurück, 1932 wurden nur noch 4000 Exemplare gedruckt, von denen sich aber eine Vielzahl auch nicht mehr verkaufen ließ. So sah sich der Verlag veranlasst, den Münchener Kalender einzustellen, weshalb 1933 kein Münchener Kalender erschienen ist. Die noch folgenden Jahrgänge des Münchener Kalenders (1934, 1935 und 1936) brachte Otto Hupp im Selbstverlag heraus. Die Kalender 1934 und 1936 unterscheiden sich in ihrer Aufmachung von den Kalendern bis 1932. Im Kalender 1934 werden pro Monat jeweils sechs kleinere Wappen dargestellt. Der Kalender 1936 erschien als Abreißkalender mit 52 Wappen. Auch wenn sich Otto Hupp seinen Wunsch, den 50. Jahrgang seines Münchener Kalenders herauszugeben, erfüllen konnte, musste er schließlich erkennen, dass seiner Eigeninitiative der wirtschaftliche Erfolg verwehrt blieb.
Er verfasste unzählige Aufsätze zu heraldischen Einzelfragen und arbeitete an mehreren Spezialwerken mit. In seiner Schrift Wider die Schwarmgeister widerlegte er 1918, neben anderen Irrlehren, die damals aufkommende Vorstellung, Wappen seien aus Runen entstanden. Der prominenteste Vertreter dieser völkischen Lehre, Bernhard Koerner, verklagte Hupp daraufhin wegen Beleidigung, verlor den Prozess allerdings.

## Gebrauchsgrafisches Werk

Logo der Spatenbräu, 1884 von Hupp entworfen

Seine ersten Arbeiten als Schriftdesigner machte er 1883. Die erste komplette Schrift Neudeutsch erschien 1899 bei Genzsch & Heyse. Er entwarf einige weitere Schriften wie Hupp-Gotisch, Hupp-Fraktur oder Hupp-Antiqua, (s) die aber, da sie nicht als alltägliche Gebrauchsschriften gedacht waren, keine weite Verbreitung fanden.
Zu seiner Spezialdisziplin gehörte auch die Schaffung von Gebrauchsgrafiken. Hier ist wohl das Firmenemblem der Spaten-Brauerei das bekannteste, auch viele Bier- und Weinetiketten wurden von ihm entworfen, sowie auch Banknoten, Briefmarken und über 200 Exlibris. Weit mehr als 10.000 Einzelwerke erschuf er in seinen Arbeitsjahren. Andere Werke Otto Hupps waren beispielsweise kunsthandwerkliche Metallarbeiten für den Speyerer Dom, für die ihm 1906 vom Prinzregenten Luitpold von Bayern der Titel Professor verliehen wurde.
Obwohl er zweifelsfrei ein Künstler war, bestand er stets darauf, nicht als solcher bezeichnet zu werden – er selbst sah sich eher als Handwerker.

## Keramik
Nach Hupps heraldischen Dekorentwürfen fertigte Villeroy & Boch in Mettlach zwischen 1886 und 1903 volkstümliche Gebrauchskeramik in geritztem und glasiertem Steinzeug, insbesondere Humpen. Von 1906 bis etwa 1910 töpferte er selber Schalen und Schüsseln aus Ton, die er mit Wappen, Tieren und lustigen Reimen bemalte, glasierte und im eigenen Ofen brannte.

## Sammler
Otto Hupp hat ebenso aus Sammelleidenschaft wie aus Fachinteresse gesammelt, vor allem heraldische Dokumente, Originalurkunden mit Siegeln, die ihm als Vorlagen und Anregungen für seine oben dargestellten heraldischen und graphischen Bemühungen dienten, daneben Inkunabeln und alte Drucke, die ihn als Typographen und Schriftdesigner interessierten. Ausgehend von seiner eigenen Sammlung hat er sich mit Fragen des Frühdruckes beschäftigt, vor allem mit den Anfängen der Druckkunst des Johannes Gutenberg, dessen frühestes Werk er entdeckt zu haben glaubte. Um 1880 hatte er ein vermeintlich Konstanzer Missale erworben, dessen Drucktype Hupp als Vorform der Schrift des Psalters von 1457 von Fust und Schöffer und damit als Erzeugnis Gutenbergs vor seiner berühmten Bibel ansah. Hupp veröffentlichte seinen Fund 1898 und vertraute die Inkunabel dem bekannten Münchner Antiquar Ludwig Rosenthal an, der es im Jahre 1900 in seinem 100. Katalog anpries. Hupp kaufte viele Bücher bei Rosenthal in der Hoffnung auf einen großen Gewinn aus dem Verkauf des Missale, doch misslang dieser, nicht nur wegen des hohen Preises, sondern auch wegen Zweifeln an der Frühdatierung. Hupp musste das Werk zurücknehmen und seine Schulden nach und nach abzahlen. Nach Hupps Tod wurde das Missale von der Bayerischen Staatsbibliothek angekauft. Dokumente aus Hupps Sammlung finden sich regelmäßig auf dem Antiquariatsmarkt. Ein großer Teil seiner Bibliothek und Sammlungen wurde 1986 verkauft.

## Nachlass

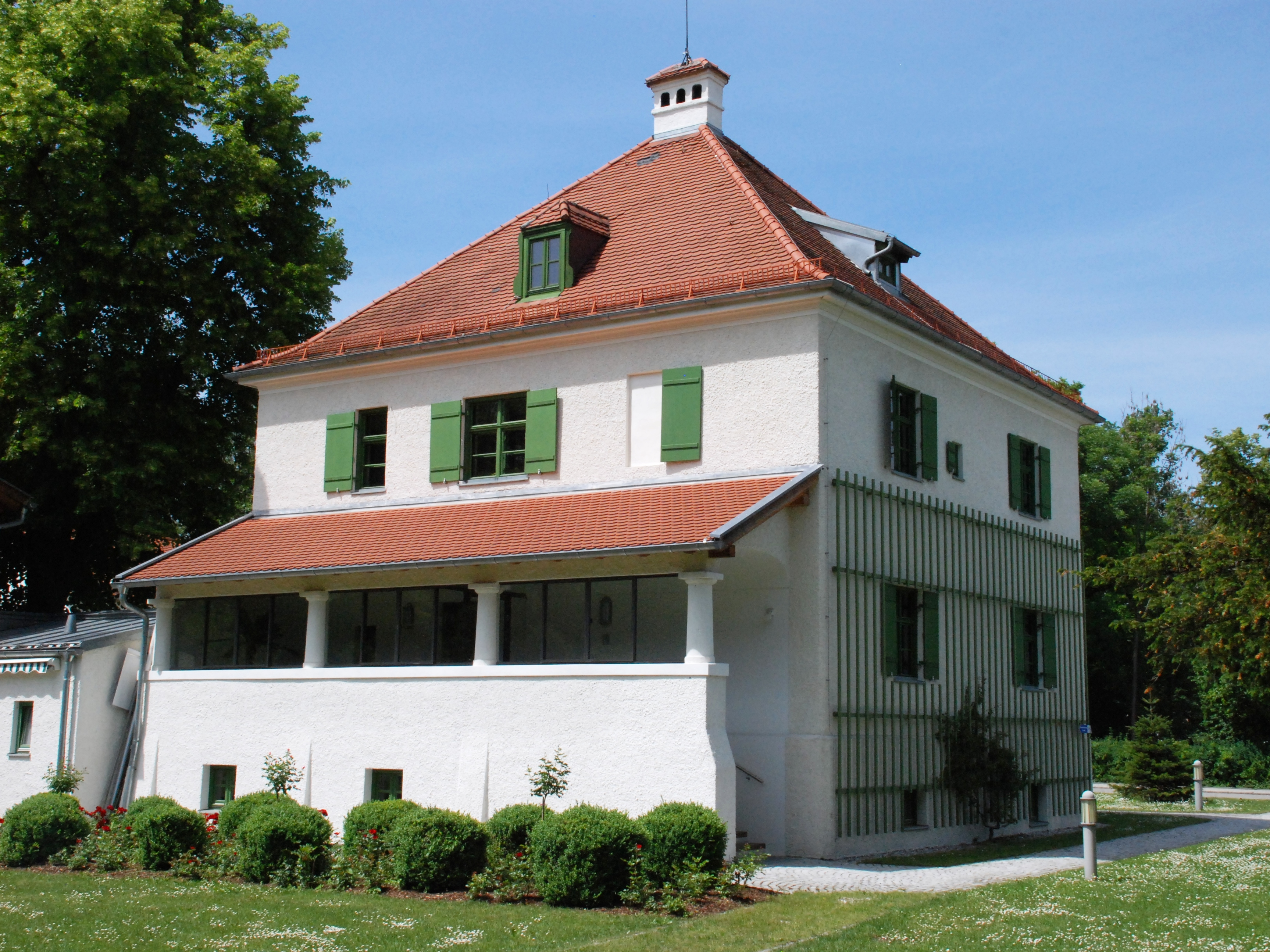
Villa Hupp in Oberschleißheim, das 1891 erbaute Wohnhaus des Künstlers

Sein umfangreicher Nachlass liegt heute im Bayerischen Hauptstaatsarchiv, seine Siegelabdrucksammlung im Generallandesarchiv Karlsruhe. Ein „Wappenzimmer“ zur Erinnerung an das Wirken des Heraldikers ist in der von Gabriel von Seidl erbauten Villa Hupp in Oberschleißheim eingerichtet worden.

## Ehrungen
- 7. März 1906: Verleihung des Titels „Königlicher Professor“ durch Prinzregent Luitpold
- 3. Mai 1929: Verleihung der Ehrenbürgerwürde seiner Heimatgemeinde Oberschleißheim „in dankbarer Anerkennung für die hochgeschätzten künstlerischen Verdienste um die Gemeinde“
- Eine Retrospektive seiner Arbeiten wurde vom 24. April bis zum 30. Juni 1939 im Schriftmuseum Rudolf Blanckertz gezeigt.
- In Oberschleißheim ist die Prof.-Otto-Hupp-Straße nach ihm benannt.
- In Worms ist die Otto-Hupp-Straße nach ihm benannt.